# Smeringochernes novaeguineae
Smeringochernes novaeguineae är en spindeldjursart som beskrevs av Beier 1965. Smeringochernes novaeguineae ingår i släktet Smeringochernes och familjen blindklokrypare. Inga underarter finns listade i Catalogue of Life.